# Denis Itxaso
Denis Itxaso González (San Sebastián, Guipúzcoa, 29 de mayo de 1975) es un político español, miembro del Partido Socialista de Euskadi-Euskadiko Ezkerra. Fue delegado del Gobierno en el País Vasco entre 2020 y 2024 y desde 2024 es Consejero de Vivienda y Agenda Urbana del Gobierno Vasco. 

## Biografía
Denis Itxaso nació en San Sebastián el 29 de mayo de 1975, es licenciado en Ciencias Políticas y de la Administración (Universidad del País Vasco, 1998) y completó en 2013 un máster en Dirección y Gestión de empresas en la Facultad de Sarriko de la Universidad del País Vasco.
Desde 2003 hasta 2015 fue concejal en el Ayuntamiento de San Sebastián, al que entró de la mano del alcalde Odón Elorza. En esta institución ha desempeñado diversas responsabilidades en las delegaciones de Medio Ambiente, Turismo, Deportes, Juventud y Cultura. Entre sus labores en el Gobierno municipal donostiarra entre 2003 y 2011 destacan la aprobación del primer Plan Local de Lucha Contra el Cambio Climático (2007), la ampliación de las políticas de prevención, reciclaje y compostaje de residuos urbanos, la creación de la Fundación Cristina Enea (2008) para la formación, sensibilización y planificación ambiental, la Ordenanza de Eficiencia Energética y Calidad Ambiental de los Edificios (2009).
Al frente del Patronato Municipal de Deportes de la capital guipuzcoana, destaca la ejecución de un Plan de Rehabilitación de Instalaciones Deportivas (2005), que incluía la reforma del Velódromo de Anoeta, así como la inauguración de las piscinas municipales de Zuhaizti y la organización del Campeonato Mundial de Atletismo de Veteranos en 2006.
En sus dos años como Concejal Delegado de Cultura, impulsó la reapertura del Museo San Telmo, la puesta en marcha de los dos nuevos centros culturales en Ayete e Intxaurrondo, al tiempo que formó parte del equipo interinstitucional que desarrolló el proyecto cultural y de gestión del Centro Internacional de Cultura Contemporánea de Tabakalera. Asimismo ha formado parte de los Consejos de Administración de Festival Internacional de Cine de San Sebastián, de la Quincena Musical y de los Cursos internacionales de verano de la UPV. Participó, desde su responsabilidad de Concejal de Cultura, de los trabajos que condujeron a la obtención, por parte de la ciudad de San Sebastián, del título de Capital Europea de la Cultura en 2016.
Es también, desde septiembre de 2014, Secretario Ejecutivo del PSE-EE, habiéndose responsabilizado en este tiempo de orientar las políticas de Medio Ambiente primero y de Cultura y Deportes después, bajo el mandato de Idoia Mendía como Secretaria General. Con la llegada en 2022 de Eneko Andueza al liderazgo de los socialistas vascos, Itxaso se convirtió en el Secretario de Memoria Democrática y Convivencia del PSE-EE.
Entre las aportaciones orgánicas más destacadas de Itxaso se encuentra: el encargo de redactar la ponencia política del PSOE en el epígrafe de ‘España Autonómica y Reto Demográfico’ de cara a su 40 Congreso Ordinario celebrado en octubre de 2022 en la ciudad de Valencia. 
Anteriormente y a nivel provincial guipuzcoano, entre 2011 y 2015 se había responsabilizado en el seno del PSE-EE principalmente de la política sobre residuos urbanos, inmersa entonces en una grave crisis institucional en el conjunto del Territorio. Tras la derrota electoral del PSE-EE en las Elecciones Municipales de mayo de 2011, los socialistas donostiarras pasan a desempeñar labores de oposición, siendo Itxaso el responsable de vigilar las políticas de movilidad, transportes, medio ambiente e infraestructuras.
Entre octubre de 2012 y 2015 fue también presidente de la Mancomunidad de San Marcos, encargada de la gestión de más de la mitad de los residuos del Territorio guipuzcoano en la comarca metropolitana de San Sebastián, tras un acuerdo político entre el Partido Socialista de Euskadi, el Partido Nacionalista Vasco y el Partido Popular del País Vasco. Dicho acuerdo se artículo en Guipúzcoa para desbancar a Bildu de la presidencia de la Mancomunidad de San Marcos con el objeto de poner freno al sistema de recogida Puerta a Puerta que esta coalición puso en marcha en numerosas poblaciones.
En las elecciones forales de mayo de 2015, Itxaso fue el candidato del PSE-EE a diputado general de Guipúzcoa. Tras el pacto de gobierno alcanzado por el PNV y los socialistas, Itxaso ejerce de Teniente de diputado general y diputado de Cultura, Turismo, Juventud y Deportes en el gobierno foral encabezado por Markel Olano. Tras las elecciones forales de 2019, siguió formando parte del Ejecutivo de Markel Olano, esta vez como diputado de Cultura, Cooperación, Juventud y Deportes.
En este primer mandato de la coalición de gobierno foral, la gestión de Itxaso destacó por los reconocimiento institucionales a la Librería Lagun y al escritor Raúl Guerra Garrido, como exponentes de la intelectualidad perseguida durante décadas en Euskadi por la banda terrorista ETA. También desarrolló una inédita exposición en reconocimiento a las víctimas del terrorismo en el Centro cultural Koldo Mitxelena bajo el nombre ‘Luces en la memoria'. Asimismo puso en marcha la Escuela de Cine Elías Querejeta, la norma foral de mecenazgo cultural, el Consejo de las Artes y de la Cultura, el festival marítimo de Pasaia y el Instituto Vasco de Arquitectura en colaboración con el Gobierno Vasco. Tras las elecciones forales de mayo de 2019 en las que Denis Itxaso volvió a ser candidato a Diputado General de Guipúzcoa por el PSE-EE revalidando los nueve escaños en las Juntas Generales y subiendo 3700 votos, se reeditó la coalición de gobierno en la que los socialistas mantuvieron los tres departamentos que venían ostentando en el seno de la Diputación.
Tras las elecciones generales de noviembre de 2019 y la posterior conformación del primer gobierno de coalición entre el PSOE y Unidas Podemos presidido por Pedro Sánchez, Denis Itxaso es nombrado Delegado del Gobierno en el País Vasco, hasta el 13 de marzo de 2024. En su primer año de mandato como Delegado asume la tarea de coordinar en el País Vasco el despliegue de medidas del Gobierno ante el desafío sanitario y socioeconómico de la pandemia de la Covid-19, poniendo especial atención a la relación con la industria y los sectores productivos más afectados por las restricciones a la movilidad.
Escribe ocasionalmente artículos de opinión política tanto en El Diario Vasco y es coautor, en 2002, del libro Con mano izquierda, junto a la exconsejera de Trabajo y Asuntos Sociales del Gobierno Vasco, Gemma Zabaleta. El ensayo defiende un papel proactivo de los socialistas vascos en favor de la paz y el fin del terrorismo y un mayor entendimiento entre los partidos progresistas vascos.
Entre sus facetas no políticas, cabe destacar su afición por la escritura, la cocina, la botánica, el deporte y el cine, así como por el fútbol (fue Juez de Línea del Colegio Guipuzcoano de Árbitros en Segunda División B durante 4 temporadas, hasta el año 2003), y especialmente por su equipo, la Real Sociedad, del que es accionista.